# Липар
Липар (др.-греч. Λίπαρος) — персонаж древнегреческой мифологии. Сын царя Авзона. Свергнутый братьями, взял боевые корабли и воинов и отправился из Италии на остров, названный его именем. Основал город и ввел земледелие. У него была дочь Киана, которую выдал замуж за Эола. Эол помог ему овладеть областью Суррента, где он и царствовал, затем почитаясь как герой.